# Икарбус ИК-103
Икарбус ИК-103 је стандардни градски соло аутобус који производи српска фабрика аутобуса Икарбус из Земуна. Намењен превозу путника у најзахтевнијим условима експлоатације у градском и приградском саобраћају. Производња модела ИК-103 је започела 1993.

### Историја
Аутобус је добио Награду за индустријски дизајн на Октобарском салону у Београду као и Награду Привредне коморе за техничко унапређење 1993. године.
Аутобус је развијен заједно са моделима ИК-101, ИК-102, ИК-104, ИК-105, који су по дизајни били слични, а разликовали су се по моторима и њиховом распореду. ИК-103 је првобитно нуђен са МАН-овим и Мерцедесовим мотором смештеним у задњем делу аутобуса, док је ИК-101 имао МАН-ов мотор постављен у средини аутобуса, ИК-102 Рабин мотор исто постављен у средини аутобуса, модел ИК-104 Рабин мотор у задњем делу аутобуса и ИК-105 Мерцедесов мотор у задњем делу аутобуса. Као модели зглобних градских аутобуса, развијени су ИК-201, ИК-202, ИК-203 и ИК-206.
Временом су остали модели повучени из производње док је ИК-103 усавршаван и модернизован те се и данас налази у понуди производа фабрике аутобуса Икарбус. Првобитни Еуро-2 мотор MAN D2866 LUH 22 је замењен модернијим Еуро 3 и касније Еуро 4 мотором истог произвођача, док је Мерцедесов мотор избачен из понуде. Ентеријер и спољашњи изглед аутобуса су у пар наврата редизајнирани сходно потребама и трендовима. Првобитна седишта од дупле шперплоче замењена су пластичним полутапацираним седиштима, систем грејања, хлађења и вентилације је унапређен, а распоред рукохвата промењен.
ИК-103 је данас највећим бројем у експлоатацији у јавном превозу Београда (ГСП-у, Саобраћајном предузећу Ласта и приватни превозници), као и у осталим градовима. Овај модел у свом возном парку имају и ЈГСП Нови Сад и остала предузећа у Србији која се баве превозом путника.

## Варијанте
Поред стандардне варијанте градског соло аутобуса постоје и други модели попут приградског аутобуса ИК-103П, градског аутобуса на гас ИК-103 ЦНГ и модела насталог у кооперацији са Прибојским ФАП-ом, ИК-ФАП-103.

### ИК-103П
Као приградска верзија аутобуса, развијен је модел ИК-103П. Поред приградског, може се користити и за краћи међуградски саобраћај. Разлика између ИК-103 и ИК-103П је претежно у ентеријеру и опреми. Број седишта је 51, и њихов распоред као и дизајн је прилагођен приградском путовању. Седишта су од полуретанске пене пресвучена меб штофом што их чини удобнијим и прикладнијим за дужа приградска и међуградска путовања. Такође постоји и галерија за ручни пртљаг. Димензије и већина спецификација су као и код градског модела ИК-103. Врата су једнокрилна и има их двоје и отварају се према споља.

### ИК-103 ЦНГ
На основу модела Икарбус ИК-104 ЦНГ, развијен је и модел ИК-103 ЦНГ, такозвани Екобус намењен градском превозу путника. Овај модел као гориво користи компромитовани природни гас и задовољава Еуро 5 норме о емитовању штетних гасова и буке као и калифорнијске УЛЕВ стандарде, најстроже на свету. Радијус кретања са једним пуњењем је 400 километара. Овај модел је у возном парку ЈГСП Нови Сад.

### ИК-103Ф
ИК-103Ф је аутобус произведен у сарадњи Фабрике аутомобила Прибој (ФАП) и Икарбуса. Овај модел је настао по наруџбини ГСП Београд. Посао вредан више од 20 милиона евра су ове две фабрике заједнички добиле на тендеру 2004. године и испорука свих 40 наручених аутобуса је окончана 2005. године. Аутобуси су произведени на шасијама ФАП А537, са уграђеним Mercedes Benz OM447 моторима и Voith четворо-степеним аутоматским мењачима.

## Спецификације
ИК-103 у тренутној понуди Икарбуса има следеће спецификације:
Димензије:
- Дужина - 11995 mm
- Ширина - 2500 mm
- Висина - 3056 mm
- Висина (укључујући и клима уређај) - 3300 mm
- Међуосовинско растојање - 5650 mm
- Предњи препуст - 2858 mm
- Задњи препуст - 3487 mm
- Предњи прилазни угао - 7,4°
- Задњи прилазни угао - 7°
- Висина салона - 2260 mm
- Висина пода у зони I и II врата - 750 mm
- Висина првог степеника - 340 mm
- Пречник заокретања - 22429 mm

Маса
- Маса празног возила - 10860 kg
- Mаксимална дозвољена укупна маса - 18000 kg
- Технички прописана максимална носивост задње осовине 13000 kg
- Технички прописана максимална носивост предње осовине 7200 kg

Мотор
- MAN D2066 LUH 11
- Еуро 4
- Конструкција - 4-тактни дизел-мотор
- Максимална снага - 199 kW (267 КС)
- Уградња - хоризонтална у задњем делу возила

Трансмисија

4-степени, аутоматски VOITH 864.5 мењач са интегрисаним успоривачем

Конструкција аутобуса је самоносећа решеткаста од квадратних профила. Аутобус се нуди са два распореда седишта - 30+1 и 39+1. Путничка седишта су пластична благо тапацирана. Рукохвати су пластифицирани у хоризонталном положају - дуж целог аутобуса и вертикалном - од седишта. Основна варијанта има троје двокрилних врата која се отварају ка унутра. Командовање вратима је од стране возача, а у случају опасноти врата се могу отворити и споља и изнутра. Бочни прозори су лепљени изграђени од ојачаног сигурносног стакла са могућношћу отварања. Аутобуси су опремљени и системом за грејање, вентилацију и хлађење, спољашњим електронским информационим панелима, и термички су изоловани.